# Corynoptera altaica
Corynoptera altaica är en tvåvingeart som beskrevs av Lyudmila Komarova 1995. Corynoptera altaica ingår i släktet Corynoptera och familjen sorgmyggor. Inga underarter finns listade i Catalogue of Life.